# 一氢化铁
一氢化铁是由铁和氢形成的化合物，化学式为FeH。仅在极端环境中才检测到单独存在的一氢化铁，如在低温稀有气体中，在冷恒星的大气层中，或在高于铁沸点的温度以气体的形式存在。它被假定为具有三个悬空的价键，因此是一种自由基；其通式可以写成FeH2•以强调这一事实。
在极端低温下（低于10 K），FeH可以与分子氢形成配合物FeH·H2。
一氢化铁是几种已知的铁和氢气的化合物之一，都同样罕见；其中还包括只在极端低温下才能稳定存在的氢化亚铁（FeH2），及一种高压铁氢合金，化学式也为FeH。
20世纪50年代，科尔曼和L. Åkerlind首先在实验室检测到了一氢化铁。

## 在外层空间中存在
一氢化铁是在太阳中发现的几种分子之一。1972年有研究报告了太阳光谱中代表FeH的蓝绿线，同时还报告了许多吸收线。同样黑子的数量也突出了荣福特带。
FeH（及其他过渡金属和碱土金属的氢化物）的光谱带出现在M矮星和L矮星发射光谱的显著位置上，其为最热的一种褐矮星。对于较冷的L矮星，FeH的光谱带没有出现，这可能是由于液态铁云阻挡了大气中的视线，并且从大气的气相中除掉了它。对于更冷的褐矮星（<1350 K），FeH的信号再次出现，这可以用云层中存在间隙来解释。
恒星出现FeH荣福特带的原因是，其约为3000 K的温度和适当的压强足以形成大量FeH分子。如在K矮星中，一旦温度达到4000 K谱线就更弱，因为更多的分子被分解掉了。在红巨星M巨星中，气压太低以至于FeH无法形成。
因为存在着大量的M矮星，椭圆和透镜星系也有可以观测到的荣福特带。

## 制备
科尔曼和Åkerlind用王式炉在薄氢气氛中加热铁至2600 K，首次在实验室中制得FeH。
分子FeH（连同FeH2和其他物质）也可以通过在氩氢气氛中加热铁至沸腾，并在约10 K（-263 °C）的固体表面上凝结气体得到。该化合物可以通过红外吸收光谱法进行检测，而当样品被快速加热至30 K时出现了一半的损失。一种变体技术使用的是在4 K下凝结的纯氢气氛。
该过程还会生成被认为是FeH3（氢化铁）的分子，但后来则认为其由FeH和分子氢H2组成。
FeH分子可由嵌入固态氢的57Co衰变而形成。穆斯堡尔谱学显示，与2.4 mm/s的金属铁和四极分裂相比，其有0.59 mm/s的同质异能移。FeH也可以由五羰基铁蒸汽和氢原子在微波放电条件下反应而成。

## 结构
FeH预计将有一个四重峰和一个六重峰基态。
FeH分子有至少四个由非成键电子占据不同的轨道位置而产生的低能电子态：X4Δ、a6Δ b6Π，和c6Σ+。较高的能态称为B4Σ-、C4Φ、D4Σ+、E4Π和F4Δ。比这更高的能级则标记为四重峰系统的G4Π和H4Δ，及d6Σ-、e6Π、f6Δ和g6Φ。四重峰态内量子数J可取1/2、3/2、5/2、7/2。

## 光谱
| 带名   | 波长 nm | 波数 cm-1 | 跃迁    |
| ------ | ------- | --------- | ------- |
| 荣福特 | 989.6   | 10100     | F4Δ—X4Δ |
| 蓝     | 490     | 20408     | g6Φ—a6Δ |
| 绿     | 530     | 18867     | e6Π—a6Δ |

FeH在近红外区有一个重要的吸收带，称为荣福特带，带边缘位于989.652 nm处，在991 nm处吸收达到最大。它还有在470至502.5 nm的蓝色谱线和520至540 nm的绿色谱线。
与FeH在此波段相比，氘化物FeD有一个小的同位素位移，表明该带是从基态(0,0)跃迁形成，即F4Δ—X4Δ。
频谱中存在于各个位置的其他各频带则是由不同的振动跃迁形成。同样源于F4Δ—X4Δ跃迁的(1,0)带大约在869.0 nm周围，而(2,0)带则在781.8 nm附近。
每个频带都有大量的谱线。这是不同的旋转状态之间发生了跃迁。谱线分为子带4Δ7/2—4Δ7/2（最强）及4Δ5/2—4Δ5/2、4Δ3/2—4Δ3/2和4Δ1/2—4Δ1/2。像7/2的数字是自旋分量的Ω值。它们都有两个分支P和R，一些还有Q支。每个中都有所谓的Λ分裂，结果得到了一个较低的能量线（表示为“a”）和较高的能量线（称为“b”）。这一系列的谱线由J和转动量子数决定，从3.5开始持续向上增长，步长为1。J的最高取值取决于温度。此外，还有12个卫星分支4Δ7/2—4Δ5/2、4Δ5/2—4Δ3/2、4Δ3/2—4Δ1/2、4Δ5/2—4Δ7/2、4Δ3/2—4Δ5/2及带P和R支的4Δ1/2—4Δ3/2。
有些谱线对磁敏感，如994.813和995.825 nm。它们因塞曼效应而扩大，而同一个频段的其它谱线则对磁场不敏感，如994.911和995.677 nm。有在(0-0)带频谱的222线。

## 扩展阅读
- FeH Bibliography （页面存档备份，存于），来自ExoMol